# Шервуд (Орегон)
Шервуд (енгл. Sherwood) град је у америчкој савезној држави Орегон.

## Демографија
По попису из 2010. године број становника је 18.194, што је 6.403 (54,3%) становника више него 2000. године.
| Група             | 2000.          | 2010.          |
| Белци             | 10.626 (90,1%) | 15.413 (84,7%) |
| Афроамериканци    | 51 (0,4%)      | 144 (0,8%)     |
| Азијати           | 262 (2,2%)     | 630 (3,5%)     |
| Хиспаноамериканци | 557 (4,7%)     | 1.279 (7,0%)   |
| Укупно            | 11.791         | 18.194         |